# Urasekai Picnic
Urasekai Picnic (裏世界ピクニック Ura Sekai Pikunikku?) es una serie de novelas ligeras yuri de ciencia ficción japonesa, escrita por Iori Miyazawa (basada en la novela Pícnic extraterrestre de Arkadi y Borís Strugatski) e ilustrada por shirakaba. Hayakawa Publishing ha lanzado diez volúmenes desde febrero de 2017. Una adaptación a manga ilustrado por Eita Mizuno se ha serializado desde febrero de 2018 en la revista Gekkan Shōnen Gangan de Square Enix, y hasta el momento ha sido compilada en catorce volúmenes tankōbon. La novela ligera tiene licencia en Norteamérica por J-Novel Club, y el manga tiene licencia por Square Enix. Una adaptación de la serie a anime producida por Liden Films y Felix Film se estrenó el 4 de enero del 2021.

## Argumento
La historia se sitúa en el mundo moderno, donde existe una puerta que puede llevar a las personas al "otro lado", cuya existencia es afirmada en historias reales de fantasmas en internet. La universitaria Sorawo Kamikoshi se adentra en una de estas puertas y casi muere en el intento, pero es rescatada por otra chica llamada Toriko Nishina. Toriko es una chica misteriosa, pero habilidosa con las armas, que parece estar buscando a alguien en aquel mundo. De esta forma, ambas se adentraran en dichas puertas para explorar el "otro lado".

## Personajes
Sorawo Kamikoshi (紙越空魚 Kamikoshi Sorao?)
 Seiyū: Yumiri Hanamori
Es una estudiante de segundo año en una universidad de la prefectura de Saitama. Le encantan las leyendas urbanas y las historias de fantasmas de la vida real, y posee un amplio conocimiento sobre ellas. Disfruta explorando edificios abandonados y descubrió la existencia del Otro Lado a través de una puerta que encontró mientras lo hacía. No tiene muchos amigos, pero Toriko, a quien conoció en el Otro Lado, la invita a ir allí para explorar, investigar y ganar dinero. Su madre murió instantáneamente en un accidente, y su abuela y su padre se convirtieron posteriormente en devotos de una secta, lo que la llevó a escapar repetidamente de casa y explorar casas abandonadas para escapar de su familia en desintegración, que la persuadía a unirse a la secta. Sin embargo, tras la muerte de su abuela y su padre, ahora asiste a la universidad con una beca.
Toriko Nishina (仁科鳥子 Nishina Toriko?)
 Seiyū: Ai Kayano
Es una mujer que busca en el Otro Lado a su amiga desaparecida, Satsuki. Parece ser una estudiante universitaria. Sus dos madres han fallecido; una fue soldado de la Fuerza de Tarea Conjunta 2, una fuerza de operaciones especiales del ejército canadiense, por lo que Toriko está familiarizada con las armas de fuego. Tiene el pelo largo y rubio y es, en opinión de Sorawo, "extremadamente hermosa". Su personaje en la historia es muy positivo, pero tiende a aislarse de los demás y no tiene más amigos que Sorawo y Satsuki, quien fue la tutora de Toriko.
Kozakura (小桜 Kozakura?)
 Seiyū: Rina Hidaka
Es una investigadora del Otro Lado que reside cerca del Parque Shakujii. Amiga de Satsuki desde la universidad, le preocupaba su investigación sobre el Otro Lado porque era peligrosa y le había advertido en repetidas ocasiones. Cuando Satsuki ignora sus advertencias y continúa con su investigación, desaparece, lo que la enfurece y frustra con Satsuki. Cuando Sorawo conoce a Kozakura, parece tan joven que da la impresión de estar en primaria, pero parece mayor que Sorawo y Toriko, y se la ve bebiendo y conduciendo.
Akari Seto (瀬戸茜理 Seto Akari?)
 Seiyū: Miyu Tomita
es una estudiante de primer año de la misma universidad que Sorawo. Practica karate y ganó el torneo de la prefectura en la preparatoria. Es de Saitama, pero vive sola en un apartamento porque sus padres se mudaron por trabajo. Tiene una personalidad brillante y curiosa.
Yōichirō Migiwa (汀 曜一郎 Migiwa Yōichirō?)
Es un hombre que se desempeña como director general de DS. Aunque no es investigador, viajó a Centroamérica durante su adolescencia por su devoción a Carlos Castaneda, y tiene un tatuaje de escritura maya en el brazo. Es experto en el uso de armas de fuego, trampas y tortura, y tiene una conexión personal con una empresa militar privada, lo que lo convierte en un hombre de muchos misterios.
Natsumi Ichikawa (市川 夏妃 Ichikawa Natsumi?)
 Seiyū: Miyuri Shimabukuro
Es amiga de la infancia y confidente de Akari. Tras graduarse de la preparatoria, no continuó sus estudios superiores, sino que trabaja en el taller mecánico de su familia.

## Media

### Novela ligera
La novela ligera es escrita por Iori Miyazawa e ilustrada por shirakaba. Hayakawa Publishing ha publicado diez volúmenes desde febrero de 2017, finalizando el 22 de agosto de 2023 mientras que J-Novel Club ha lanzado nueve volúmenes en Norteamérica.

### Manga
En noviembre de 2017 se anunció una adaptación al manga de Eita Mizuno. El manga comenzó a serializarse desde febrero de 2018 a través de la revista de manga shōnen de Square Enix Gekkan Shōnen Gangan, y se ha recopilado en catorce volúmenes tankōbon. En julio de 2020, Square Enix anunció que publicarán el manga para el público norteamericano.

### Anime
El 5 de marzo de 2020 se anunció una serie de televisión de anime producida por Liden Films y Felix Film. Está dirigida y escrita por Takuya Satō. Ayumi Nishibata está diseñando los personajes y Takeshi Watanabe está componiendo la música de la serie. La serie se emitió del 4 de enero al 22 de marzo de 2021 en AT-X, Tokyo MX, SUN y BS11. El tema de apertura es "Ugly Creature" interpretado por CHiCO con HoneyWorks, mientras que el tema de cierre es "You & Me" interpretado por Miki Satō. Funimation obtuvo la licencia de la serie y la había transmitido en su sitio web en América del Norte, México, Brasil y las Islas Británicas, en Europa (excepto Alemania) a través de Wakanim, y en Australia y Nueva Zelanda a través de AnimeLab. Tras la adquisición de Crunchyroll por parte de Sony, la serie se trasladó a Crunchyroll obteniendo la licencia de la serie fuera de Asia. KSM Anime obtuvo la licencia de la serie en Alemania. Medialink obtuvo la licencia de la serie en el Sudeste Asiático y el Sur de Asia, y la ha transmitido en su canal de YouTube Ani-One y Bilibili en el Sudeste Asiático.